# 秀明英光高等学校
秀明英光高等学校（しゅうめいえいこうこうとうがっこう）は、埼玉県上尾市にある私立の高等学校である。

## 概要
普通科に、特別進学・国際英語・総合進学の3コースを設置している。
特別進学コースと総合進学コースは、2年次から文系・理系に分かれる。全コースで、英語のみ習熟度別クラス編成を行っている。
1年次の英語の授業時間数は、標準より週2～4時間も多くなっている。
高校1年次に、イギリスにある本校の英語研修施設で生きた英語を学ぶ「短期留学制度」を設けている。
保健体育の授業では、男子は柔道か剣道、女子はダンスとなっている。
昼食は高校では珍しく、完全給食制となっている。
千葉県八千代市にある秀明大学の系列校であるため、学科試験と入学金免除の内部進学制度があり、2017年は46名が進学した。
なお、携帯電話は持ち込み可能とされているが、朝礼時に教職員に預けなければならない。

## 沿革
- 1981年（昭和56年） - 秀明上尾高等学校開校
- 1989年（平成元年） - 現校名に改称し、男子校から男女共学校となる

## 設置コース
- 特別進学コース - 難関大学進学希望者を対象としたもの。授業は7限まで、また土曜日にも授業を実施。
- 国際英語コース - 大学進学希望者を対象としたもの。英語の授業が週9時間ほど設定されている。
- 総合進学コース - 秀明大学および一般大学・専門学校への進学希望者を対象としたもの

## 部活動
硬式テニス部が強豪で、数多くの全国大会優勝の経験がある。水球部も五輪出場選手を輩出している。
- 空手道部
- ソフトテニス部
- バレーボール部
- 剣道部
- 卓球部
- ボクシング部
- サッカー部
- テニス部
- 野球部
- バスケットボール部
- 柔道部
- 陸上競技部
- 水球部
- バドミントン部
- ラグビー部
- ダンス部
- アニメーション部
- 郷土地理部
- 吹奏楽部
- ESS
- クッキング部
- 囲碁・将棋部
- 茶道部
- 演劇部
- 写真部
- 美術部
- 科学部
- 書道部
- eスポーツ部
- ドローン部

## アクセス
- 指扇駅北口、上尾駅西口からスクールバス又は東武バス「リハビリセンター入口」又は「平方」下車

## 関連施設
- 秀明大学
- 秀明中学校・高等学校
- 秀明大学学校教師学部附属秀明八千代中学校・高等学校
- Chaucer College Canterbury  CCC秀明カンタベリー大学（イギリス、ケント州カンタベリー）
- 秀明学園東京本部（東京都千代田区御茶ノ水）

## 出身者
- 岩野夏帆 - 水球[1][2]